# Hieracium lazistanum
Hieracium lazistanum es una especie de planta con flor del género Hieracium, de la familia Asteraceae, orden Asterales.

## Distribución
Hieracium lazistanum se distribuye por Albania, Bulgaria, Grecia, Turquía y exYugoslavia.

## Taxonomía
Fue descrita científicamente por Arv.-Touv.
Tratamiento taxonómico
La especie aparece registrada en una sección de la publicación Spicil. Rar. Hierac.